# Michele Scartezzini
Michele Scartezzini (Isola della Scala, Verona, Vèneto, 10 de gener de 1992) és un ciclista italià, professional des del 2014. Combina el ciclisme en pista, amb la carretera. Actualment corre a l'equip Sangemini-MG.Kvis.

## Palmarès en pista
- 2010
  -  Campió d'Europa júnior en Puntuació
- 2012
  -  Campió d'Itàlia en Madison, amb Elia Viviani
- 2013
  -  Campió d'Itàlia en Madison, amb Elia Viviani
  -  Campió d'Itàlia en Persecució per equips
- 2016
  - 1r als Sis dies de Fiorenzuola d'Arda, amb Elia Viviani

## Palmarès en ruta
- 2012
  - 1r al Memorial Morgan Capretta
- 2013
  - 1r al Trofeu Banca Popolare di Vicenza
  - 1r al GP Sportivi Poggio alla Cavalla